# Sport-Verein Werder von 1899 1980-1981
Questa voce raccoglie le informazioni riguardanti il Sport-Verein Werder von 1899 nelle competizioni ufficiali della stagione 1980-1981.

## Stagione
Nella stagione 1980-1981 il Werder Brema, allenato da Kuno Klötzer e Otto Rehhagel, concluse il campionato di 2. Bundesliga al 1º posto. In Coppa di Germania il Werder Brema fu eliminato agli ottavi di finale dal Fortuna Düsseldorf.

## Rosa
| N. |                     | Ruolo | Calciatore       |
| -- | ------------------- | ----- | ---------------- |
|    | Germania (bandiera) | P     | Dieter Burdenski |
|    | Germania (bandiera) | P     | Albert Voß       |
|    | Germania (bandiera) | D     | Klaus Fichtel    |
|    | Germania (bandiera) | D     | Martin Haskamp   |
|    | Germania (bandiera) | D     | Karl-Heinz Kamp  |
|    | Germania (bandiera) | D     | Hartmut Konschal |
|    | Germania (bandiera) | D     | Jonny Otten      |
|    | Germania (bandiera) | D     | Thomas Schaaf    |
|    | Germania (bandiera) | C     | Uwe Bracht       |
|    | Polonia (bandiera)  | C     | Bohdan Masztaler |

| N. |                      | Ruolo | Calciatore        |
| -- | -------------------- | ----- | ----------------- |
|    | Germania (bandiera)  | C     | Norbert Meier     |
|    | Germania (bandiera)  | C     | Benno Möhlmann    |
|    | Finlandia (bandiera) | C     | Pasi Rautiainen   |
|    | Germania (bandiera)  | C     | Norbert Siegmann  |
|    | Germania (bandiera)  | A     | Uwe Behrens       |
|    | Germania (bandiera)  | A     | Michael Böhnke    |
|    | Germania (bandiera)  | A     | Klaus-Dieter Jank |
|    | Germania (bandiera)  | A     | Erwin Kostedde    |
|    | Germania (bandiera)  | A     | Uwe Reinders      |

## Organigramma societario
Area tecnica
- Allenatore: Otto Rehhagel
- Allenatore in seconda:
- Preparatore dei portieri:
- Preparatori atletici:

## Calciomercato

### Sessione estiva
| Acquisti | Acquisti          | Acquisti         | Acquisti |
| R.       | Nome              | da               | Modalità |
| -------- | ----------------- | ---------------- | -------- |
| D        | Klaus Fichtel     | Schalke 04       |          |
| A        | Klaus-Dieter Jank | Stoccarda        |          |
| A        | Erwin Kostedde    | Laval            |          |
| C        | Bohdan Masztaler  | Gwardia Varsavia |          |
| C        | Norbert Meier     | Bergedorf        |          |

| Cessioni | Cessioni               | Cessioni           | Cessioni |
| R.       | Nome                   | a                  | Modalità |
| -------- | ---------------------- | ------------------ | -------- |
| D        | Hans-Jürgen Offermanns | Viktoria Colonia   |          |
| A        | Werner Dreßel          | Amburgo            |          |
| D        | Karlheinz Geils        | Arminia Bielefeld  |          |
| C        | Franz Hiller           | FC Nordstern Basel |          |
| C        | Jürgen Röber           | Bayern Monaco      |          |
| A        | Gerhard Steinkogler    | Austria Vienna     |          |

### Sessione invernale
| Acquisti | Acquisti        | Acquisti      | Acquisti |
| R.       | Nome            | da            | Modalità |
| -------- | --------------- | ------------- | -------- |
| C        | Pasi Rautiainen | Bayern Monaco |          |

| Cessioni | Cessioni | Cessioni | Cessioni |
| R.       | Nome     | a        | Modalità |
| -------- | -------- | -------- | -------- |

## Risultati

### 2. Bundesliga

#### Girone di andata
| Arbitro: | Möller |

|                |           |              |
| Buttgereit 18’ | Marcatori | 18’ Kostedde |

| Arbitro: | Winkler |

|              |           |                      |
| Möhlmann 18’ | Marcatori | 2’ Tänzer 51’ Müller |

| Arbitro: | Schön |

|  |           |              |
|  | Marcatori | 27’ Kostedde |

| Arbitro: | Eschenbach |

|                                                    |           |  |
| Kostedde 49’, 61’ Möhlmann 78’ (rig.) Konschal 83’ | Marcatori |  |

| Arbitro: | Malbranc |

|             |           |                           |
| Ochmann 84’ | Marcatori | 2’ Kostedde 9’ Offermanns |

| Arbitro: | Zittrich |

|                                  |           |           |
| Kostedde 15’ Möhlmann 24’ (rig.) | Marcatori | 86’ Rolff |

| Arbitro: | Gathmann |

|                            |           |  |
| Clute-Simon 35’ Stradt 60’ | Marcatori |  |

| Arbitro: | Wuttke |

|                       |           |           |
| Kostedde 65’ Kamp 71’ | Marcatori | 70’ Grobe |

| Arbitro: | Diekert |

|           |           |                                          |
| Meyer 68’ | Marcatori | 27’ Meier 63’ (rig.) Möhlmann 85’ Schaaf |

| Arbitro: | Assenmacher |

|                                                              |           |                |
| Reinders 17’ Kostedde 54’, 66’ Meier 72’ Möhlmann 74’ (rig.) | Marcatori | 69’ Brexendorf |

| Arbitro: | Kopka |

|                |           |                |
| Horsthemke 74’ | Marcatori | 32’ Offermanns |

| Arbitro: | Ohmsen |

|                             |           |  |
| Meier 37’ Möhlmann 69’, 85’ | Marcatori |  |

| Arbitro: | Gabriel |

|                             |           |                                       |
| Leifken 45’ Kamp 52’ (aut.) | Marcatori | 32’ Reinders 49’ Meier 60’ Offermanns |

| Arbitro: | Pauly |

|              |           |            |
| Kostedde 56’ | Marcatori | 75’ Gruler |

| Arbitro: | Roth |

|             |           |  |
| Klinger 74’ | Marcatori |  |

| Arbitro: | Osmers |

|                                              |           |                 |
| Koberstein 12’ (aut.) Kostedde 19’ Meier 45’ | Marcatori | 45’ (aut.) Kamp |

| Arbitro: | Welling |

|                                |           |  |
| Kostedde 15’ Möhlmann 23’, 78’ | Marcatori |  |

| Arbitro: | Redelfs |

|  |           |              |
|  | Marcatori | 25’ Siegmann |

| Arbitro: | Hennig |

|                                   |           |  |
| Konschal 20’ Bracht 46’ Otten 63’ | Marcatori |  |

| Arbitro: | Meijerink |

|            |           |              |
| Zimmer 90’ | Marcatori | 35’ Kostedde |

| Arbitro: | Kopka |

|                                   |           |             |
| Kostedde 23’ Meier 50’ Bracht 61’ | Marcatori | 75’ Feilzer |

#### Girone di ritorno
| Arbitro: | Wuttke |

|                                                            |           |                 |
| Reinders 27’, 29’, 56’ Konschal 67’ Kostedde 83’ Meier 87’ | Marcatori | 80’ (rig.) Wolf |

| Arbitro: | Kohnen |

|  |           |                   |
|  | Marcatori | 17’, 82’ Reinders |

| Arbitro: | Nolte |

|                                |           |  |
| Möhlmann 13’ Kostedde 26’, 45’ | Marcatori |  |

| Arbitro: | Heitmann |

|                             |           |             |
| Kostedde 10’, 57’ Otten 24’ | Marcatori | 88’ Reiners |

| Arbitro: | Eschweiler |

|             |           |                                          |
| Lehmann 77’ | Marcatori | 10’, 52’ Meier 63’ Möhlmann 76’ Konschal |

| Arbitro: | Fiene |

|  |           |                                   |
|  | Marcatori | 8’ Siegmann 32’ Meier 76’ Behrens |

| Arbitro: | Filipiak |

|                                                               |           |  |
| Kamp 24’, 32’ Reinders 68’ (rig.) Meier 70’ Kostedde 79’, 89’ | Marcatori |  |

| Arbitro: | Möller |

|                     |           |                        |
| Worm 19’ Geiger 29’ | Marcatori | 33’ Meier 71’ Siegmann |

| Arbitro: | Kespohl |

|                                          |           |  |
| Möhlmann 37’ Reinders 64’, 85’ Meier 87’ | Marcatori |  |

| Arbitro: | Retzmann |

|               |           |              |
| Brexendorf 5’ | Marcatori | 84’ Kostedde |

| Arbitro: | Schön |

|                   |           |                |
| Meier 7’ Kamp 57’ | Marcatori | 37’ Kerkemeier |

| Arbitro: | Gabor |

|                          |           |                                          |
| Krumbein 28’ Seegler 45’ | Marcatori | 14’ Kostedde 29’ Reinders 70’, 71’ Meier |

| Arbitro: | Zimmermann |

|                           |           |            |
| Kostedde 34’ Reinders 60’ | Marcatori | 64’ Lander |

| Arbitro: | Waltert |

|             |           |                                    |
| Okudera 26’ | Marcatori | 62’ (rig.) Reinders 84’ Rautiainen |

| Arbitro: | Horstmann |

|              |           |  |
| Kostedde 61’ | Marcatori |  |

| Arbitro: | Barnick |

|  |           |                   |
|  | Marcatori | 63’, 88’ Reinders |

| Arbitro: | Malbranc |

|            |           |                                        |
| Wolter 73’ | Marcatori | 39’ Siegmann 79’ Kostedde 90’ Möhlmann |

| Arbitro: | Horstmann |

|                   |           |  |
| Kostedde 12’, 46’ | Marcatori |  |

| Hannover 9 maggio 1981 40ª giornata | Hannover 96 | 0 – 0 referto | Werder Brema | Niedersachsenstadion (19 100 spett.)\| Arbitro: \| Kautschor \| |
| Arbitro:                            | Kautschor   |               |              |                                                                 |

| Brema 16 maggio 1981 41ª giornata | Werder Brema | 0 – 0 referto | Viktoria Colonia | Weserstadion (9 000 spett.)\| Arbitro: \| Ohmsen \| |
| Arbitro:                          | Ohmsen       |               |                  |                                                     |

| Arbitro: | Schütte |

|                                        |           |                                  |
| Guðlaugsson 20’ Mödrath 35’ Linßen 56’ | Marcatori | 43’ Kostedde 59’ (rig.) Reinders |

### Coppa di Germania
| Arbitro: | Barnick |

|                                                               |           |                                         |
| Möhlmann 30’, 117’ Kostedde 62’ Meier 99’, 115’ Reinders 106’ | Marcatori | 75’ Fischer 87’ Brücken 108’ Jendrossek |

| Arbitro: | Meijerink |

|                                                                |           |                                                                |
| Schatzschneider 12’ (rig.), 114’ Dierßen 18’, 117’ Mrosko 107’ | Marcatori | 19’ Möhlmann 64’ Fichtel 92’ Kostedde 109’ Otten 120’ Reinders |

| Arbitro: | Malbranc |

|              |           |  |
| Möhlmann 84’ | Marcatori |  |

| Arbitro: | Joos |

|          |           |                                |
| Jörg 10’ | Marcatori | 46’ Reinders 50’, 59’ Kostedde |

| Arbitro: | Föckler |

|                 |           |  |
| Allofs 41’, 47’ | Marcatori |  |

## Statistiche

### Statistiche di squadra
| Competizione      | Punti | In casa | In casa | In casa | In casa | In casa | In casa | In trasferta | In trasferta | In trasferta | In trasferta | In trasferta | In trasferta | Totale | Totale | Totale | Totale | Totale | Totale | DR  |
| Competizione      | Punti | G       | V       | N       | P       | Gf      | Gs      | G            | V            | N            | P            | Gf           | Gs           | G      | V      | N      | P      | Gf     | Gs     | DR  |
| ----------------- | ----- | ------- | ------- | ------- | ------- | ------- | ------- | ------------ | ------------ | ------------ | ------------ | ------------ | ------------ | ------ | ------ | ------ | ------ | ------ | ------ | --- |
| 2. Bundesliga     | 68    | 21      | 18      | 2       | 1       | 59      | 12      | 21           | 12           | 6            | 3            | 38           | 21           | 42     | 30     | 8      | 4      | 97     | 33     | +64 |
| Coppa di Germania | -     | 2       | 2       | 0       | 0       | 7       | 3       | 3            | 1            | 1            | 1            | 8            | 8            | 5      | 3      |        | 1      | 15     | 11     | +4  |
| Totale            | 68    | 23      | 20      | 2       | 1       | 66      | 15      | 24           | 13           | 7            | 4            | 46           | 29           | 47     | 33     | 9      | 5      | 112    | 44     | +68 |

### Andamento in campionato
| Giornata  | 1  | 2  | 3 | 4 | 5 | 6 | 7 | 8 | 9 | 10 | 11 | 12 | 13 | 14 | 15 | 16 | 17 | 18 | 19 | 20 | 21 | 22 | 23 | 24 | 25 | 26 | 27 | 28 | 29 | 30 | 31 | 32 | 33 | 34 | 35 | 36 | 37 | 38 | 39 | 40 | 41 | 42 |
| --------- | -- | -- | - | - | - | - | - | - | - | -- | -- | -- | -- | -- | -- | -- | -- | -- | -- | -- | -- | -- | -- | -- | -- | -- | -- | -- | -- | -- | -- | -- | -- | -- | -- | -- | -- | -- | -- | -- | -- | -- |
| Luogo     | T  | C  | T | C | T | C | T | C | T | C  | T  | C  | T  | C  | T  | C  | C  | T  | C  | T  | C  | C  | T  | C  | C  | T  | T  | C  | T  | C  | T  | C  | T  | C  | T  | C  | T  | T  | C  | T  | C  | T  |
| Risultato | N  | P  | V | V | V | V | P | V | V | V  | N  | V  | V  | N  | P  | V  | V  | V  | V  | N  | V  | V  | V  | V  | V  | V  | V  | V  | N  | V  | N  | V  | V  | V  | V  | V  | V  | V  | V  | N  | N  | P  |
| Posizione | 10 | 18 | 9 | 6 | 4 | 4 | 6 | 6 | 3 | 3  | 2  | 2  | 2  | 3  | 4  | 3  | 1  | 1  | 1  | 1  | 1  | 1  | 1  | 1  | 1  | 1  | 1  | 1  | 1  | 1  | 1  | 1  | 1  | 1  | 1  | 1  | 1  | 1  | 1  | 1  | 1  | 1  |

Legenda:

Luogo: C = Casa; T = Trasferta. Risultato: V = Vittoria; N = Pareggio; P = Sconfitta.

### Statistiche dei giocatori
!! colspan="4" | Totale

| Giocatore     | 2. Bundesliga | 2. Bundesliga | 2. Bundesliga | 2. Bundesliga | Coppa di Germania U. Behrens | Coppa di Germania U. Behrens | Coppa di Germania U. Behrens | Coppa di Germania U. Behrens | 6        | 1    | 0           | 0          | 0 | 0 | 0 | 0 | 6 | 1 | 0 | 0 |
| Giocatore     | Presenze      | Reti          | Ammonizioni   | Espulsioni    | Presenze                     | Reti                         | Ammonizioni                  | Espulsioni                   | Presenze | Reti | Ammonizioni | Espulsioni |   |   |   |   |   |   |   |   |
| U. Bracht     | 37            | 2             | 3             | 0             | 4                            | 0                            | 0                            | 0                            | 41       | 2    | 3           | 0          |   |   |   |   |   |   |   |   |
| D. Burdenski  | 35            | 0             | 0             | 0             | 4                            | 0                            | 0                            | 0                            | 39       | 0    | 0           | 0          |   |   |   |   |   |   |   |   |
| M. Böhnke     | 1             | 0             | 0             | 0             | 0                            | 0                            | 0                            | 0                            | 1        | 0    | 0           | 0          |   |   |   |   |   |   |   |   |
| K. Fichtel    | 42            | 0             | 1             | 0             | 5                            | 1                            | 0                            | 0                            | 47       | 1    | 1           | 0          |   |   |   |   |   |   |   |   |
| M. Haskamp    | 4             | 0             | 1             | 0             | 0                            | 0                            | 0                            | 0                            | 4        | 0    | 1           | 0          |   |   |   |   |   |   |   |   |
| K. Jank       | 25            | 0             | 0             | 0             | 4                            | 0                            | 0                            | 0                            | 29       | 0    | 0           | 0          |   |   |   |   |   |   |   |   |
| K. Kamp       | 39            | 4             | 1             | 0             | 5                            | 0                            | 1                            | 0                            | 44       | 4    | 2           | 0          |   |   |   |   |   |   |   |   |
| H. Konschal   | 25            | 4             | 1             | 0             | 4                            | 0                            | 0                            | 0                            | 29       | 4    | 1           | 0          |   |   |   |   |   |   |   |   |
| E. Kostedde   | 42            | 29            | 3             | 0             | 5                            | 4                            | 0                            | 0                            | 47       | 33   | 3           | 0          |   |   |   |   |   |   |   |   |
| B. Masztaler  | 3             | 0             | 0             | 0             | 1                            | 0                            | 0                            | 0                            | 4        | 0    | 0           | 0          |   |   |   |   |   |   |   |   |
| N. Meier      | 39            | 16            | 1             | 0             | 5                            | 2                            | 1                            | 0                            | 44       | 18   | 2           | 0          |   |   |   |   |   |   |   |   |
| B. Möhlmann   | 37            | 13            | 4             | 0             | 4                            | 4                            | 0                            | 0                            | 41       | 17   | 4           | 0          |   |   |   |   |   |   |   |   |
| H. Offermanns | 15            | 3             | 0             | 0             | 3                            | 0                            | 0                            | 0                            | 18       | 3    | 0           | 0          |   |   |   |   |   |   |   |   |
| J. Otten      | 41            | 2             | 5             | 0             | 4                            | 1                            | 1                            | 0                            | 45       | 3    | 6           | 0          |   |   |   |   |   |   |   |   |
| P. Rautiainen | 15            | 1             | 0             | 0             | 0                            | 0                            | 0                            | 0                            | 15       | 1    | 0           | 0          |   |   |   |   |   |   |   |   |
| U. Reinders   | 37            | 16            | 3             | 0             | 5                            | 3                            | 1                            | 0                            | 42       | 19   | 4           | 0          |   |   |   |   |   |   |   |   |
| T. Schaaf     | 19            | 1             | 0             | 0             | 4                            | 0                            | 1                            | 0                            | 23       | 1    | 1           | 0          |   |   |   |   |   |   |   |   |
| N. Siegmann   | 40            | 4             | 11            | 0             | 3                            | 0                            | 0                            | 0                            | 43       | 4    | 11          | 0          |   |   |   |   |   |   |   |   |
| A. Voß        | 8             | 0             | 0             | 0             | 1                            | 0                            | 0                            | 0                            | 9        | 0    | 0           | 0          |   |   |   |   |   |   |   |   |